# Gunung Tuwileang
Gunung Tuwileang är ett berg i Indonesien.   Det ligger i provinsen Aceh, i den västra delen av landet, 1 700 km nordväst om huvudstaden Jakarta. Toppen på Gunung Tuwileang är 1 235 meter över havet, eller 75 meter över den omgivande terrängen. Bredden vid basen är 1,0 km.
Terrängen runt Gunung Tuwileang är lite bergig.Runt Gunung Tuwileang är det glesbefolkat, med 15 invånare per kvadratkilometer. I omgivningarna runt Gunung Tuwileang växer i huvudsak städsegrön lövskog.